# PreZero Rheinlandhalle
La PreZero Rheinlandhalle, précédemment Scania-Arena (renommé en KENSTON ARENA , 2017-10-06) est une patinoire située à Duisbourg en Allemagne.

## Description
Elle ouvre en 1971.
La patinoire accueille notamment l'équipe de hockey sur glace du Füchse Duisburg de l'Oberliga. La patinoire a une capacité de 4 840 spectateurs.